# Podhůří

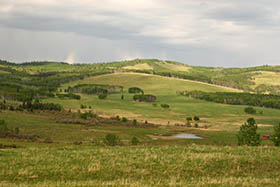
Podhůří Skalistých hor; krajina nedaleko Calgary, Alberta, Kanada

Podhůří, též významem shodné podhoří nebo také krajina pod horami, je geograficky krajinná oblast na širším úpatí pohoří (horského pásma, horstva, hor), geomorfologicky vymezené území typu vrchoviny nebo i pahorkatiny ve tvaru zemského povrchu (georeliéfu). Krajinná oblast horopisně a vývojem vzniku navazuje v georeliéfu vrchoviny na terén s převládající relativní výškovou členitostí 300 - 600 m typu hornatiny nebo v georeliéfu pahorkatiny na terén s převládající relativní výškovou členitostí 150 - 300 m typu vrchoviny.
V geografii Česka může být příkladem podhůří Svatoborská vrchovina na úpatí pohoří se zeměpisným jménem (oronymum) Šumava nebo v geomorfologickém regionálním členění Skutečská pahorkatina navazující na georeliéf typu vrchoviny v rámci geomorfologického celku Železné hory.

## Územní vymezení

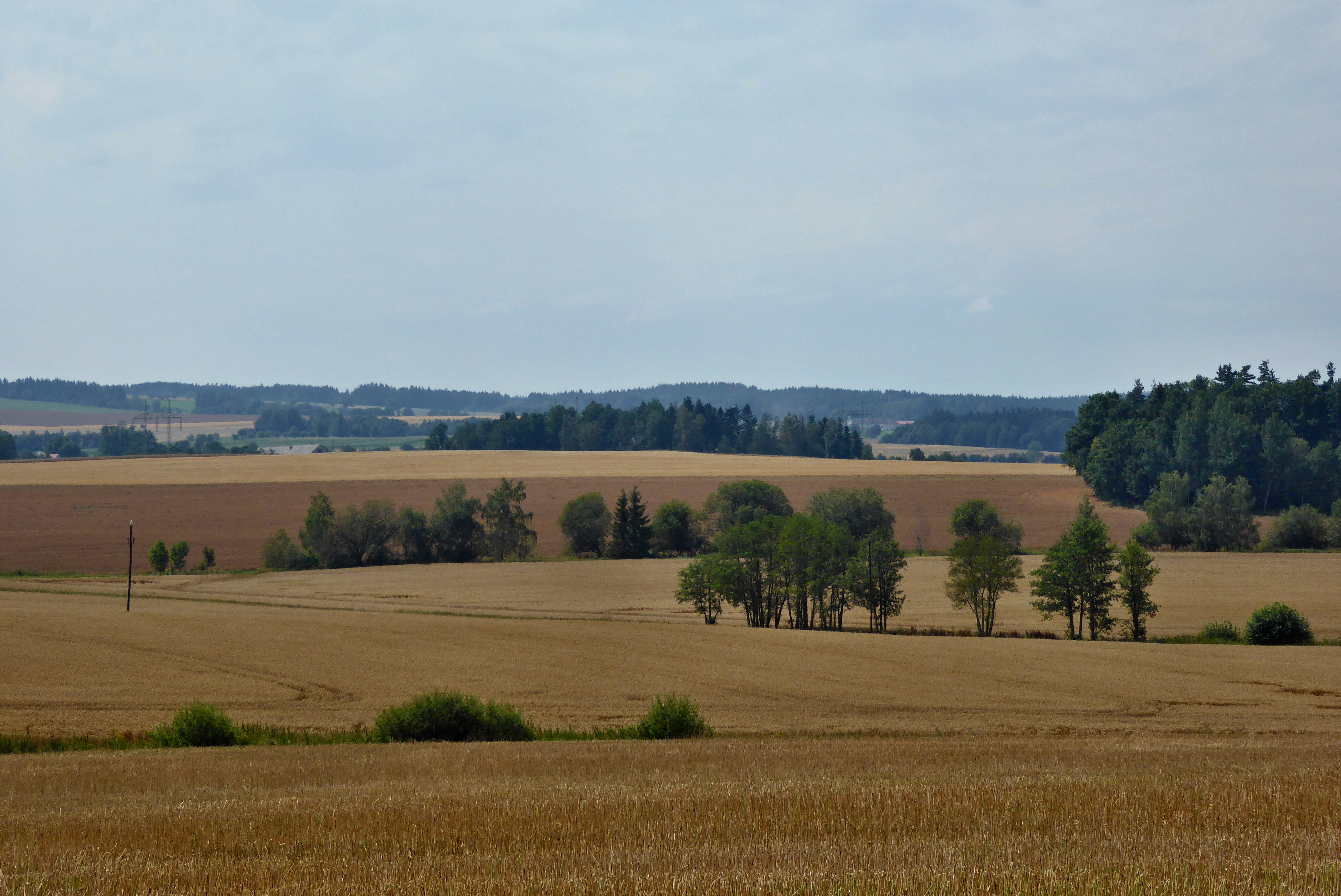
Podhůří Železných hor; Skutečská pahorkatina navazuje na terén vrchoviny (na obzoru) nad Krounou, Pardubický kraj, Česko

Podhůří je v reliéfu krajiny území v relativně nižších nadmořských výškách, než navazující terén hornatinného nebo i vrchovinného typu. Stavbou zemské kůry (morfostruktury) je podhůří propojeno s vypuklým tvarem zemského povrchu (georeliéfem) ve vyšších nadmořských výškách, obecně pojmenovaným jako pohoří. Krajina tzv. pod horami je někdy uváděna také ve slovním spojení pohorský kraj.
Typem georeliéfu je to zpravidla vrchovina přecházející v hornatinu, ale může jím být i horopisně nižší pahorkatina přecházející ve vrchovinu, přičemž oba typy georeliéfu (vrchovina - hornatina nebo pahorkatina - vrchovina) jsou spolu horopisně a svým vznikem vývojově spjaty a tvoří z hlediska morfostruktury skladebné části horopisné, resp. geomorfologické jednotky (územně vymezené části georeliéfu vyznačující se typickým vzhledem).
Podhůří může být přechodem do horského terénu (Svatoborská vrchovina - Šumava) i do terénu vrchoviny (Skutečská pahorkatina - Železné hory). Z hlediska topografie lze podhůří chápat jako přechod celkového rázu terénu (kopce, kupy, vrchy) v horopisně vymezené oblasti do krajiny s jiným tvarem zemského povrchu a výškovými body terénu na vrcholech s vyšší nadmořskou výškou, v přesnějším vymezení po hranici hornatiny nebo vrchoviny sousední geomorfologické jednotky.
Příkladem mohou být geomorfologické celky tvořící skladebné části geomorfologické podsoustavy s názvem Šumavská hornatina, z hlediska morfostruktury se stejnou stavbou zemské kůry a podobnou relativní výškovou členitostí:
- Šumavské podhůří, geomorfologický celek, typem georeliéfu členitá vrchovina navazující na plochou hornatinu geomorfologického celku Šumava, obecně pohoří.
- Novohradské podhůří, geomorfologický celek složený z více geomorfologických jednotek typově označených jako sníženina, pahorkatina a vrchovina tvořících podhůří Novohradských hor, geomorfologického celku typu hornatiny.

Podhůří ve vztahu k pohoří (zpravidla vrchovina ku hornatině) leží ve výškových polohách na úpatí horského pásma a je vymezeno územím geomorfologické (horopisné) jednotky. Příkladem může být Svatoborská vrchovina, geomorfologický podcelek Šumavského podhůří ležící na úpatí hornatiny geomorfologického celku s názvem Šumava.
Vrchovina v regionální skladbě tvaru zemského povrchu (georeliéfu) je však ve svém významu nejprve (primárně) vyvýšené území nad okolní pahorkatinu nebo sníženinu, například Kameničská vrchovina horopisem výše než Skutečská pahorkatina nebo Podhradská kotlina, s nimiž sousedí v rámci geomorfologického celku Železné hory a teprve v druhé řadě horopisně vymezené území ležící mezi pahorkatinou a hornatinou (horami, pohořím) jako jejich tzv. mezičlánek neboli podhůří, například uvedená Svatoborská vrchovina.
Pahorkatina muže být na vymezeném území podhůřím, podobně jako vrchovina, v souvislosti s pohořím tzv. vrchovinného rázu (Železné hory). Například Skutečská pahorkatina je podhůřím Železných hor, které jsou typem georeliéfu plochou vrchovinou. Železnohorské pásmo vrcholů, též obecně nazývané hřeben jako u hornatiny, tak ve skutečnosti nenáleží horám, ale kopcům (vrch, kupa atd.) vrchoviny, horopisně nejvyšší (Kameničská vrchovina) v geomorfologickém celku s názvem Železné hory.
S nižší nadmořskou výškou ve vztahu hornatina a vrchovina (vrchovina a pahorkatina) netvoří podhůří obecně tzv. nížinu (území v absolutně nižší nadmořské výšce ve smyslu jejího kartografického značení zelenou barvou v mapě), nýbrž krajinnou oblast a geomorfologickou jednotku s relativně nižší nadmořskou výškou vymezenou územím rozdílného typu georeliéfu (vrchovina, pahorkatina, sníženina), příkladem je uvedené Novohradské podhůří.
Velice zjednodušeně lze podhůří vymezit též jako území, na kterém se postupně zvedají kopce (vrchy) a přechází v hory a v pojetí úzkého úpatí horského pásma tvoří přechod mezi terény s odlišným krajinným rázem, zpravidla vrchovinou a horským terénem.

## Kulturní krajina
Kromě vymezení území v rámci geomorfologické regionální skladby tvaru zemského povrchu, může mít označení krajiny za podhůří i význam v oblasti kulturní krajiny. Podhůří může označovat krajinnou oblast s určitým významem přírodního, kulturního a estetického charakteru a také vyjadřovat spojení v různých konkrétních souvislostech lidského života (bydlení, práce, podnikání, zemědělská činnost, umělecká tvorba, lidové tradice), také poznávání krajiny spojené se vzděláváním, cestováním, turistikou a nebo ve významu rodného kraje. 
Významnou v uvedených souvislostech se stala Evropská úmluva o krajině publikovaná ve Sbírce mezinárodních smluv čá 6/2017 (překlad účinný od 10. února 2017).

### Příklady použití ve významu geografického pojmu
Geografický pojem „podhůří" je poměrně často v geografii Česka zastoupen. Využívaný je ve smyslu geografické polohy sídel u jejich názvů nebo ztotožnění se s určitou krajinou zejména v názvech svazků obcí (mikroregionů) nebo místních akčních skupin, motivem jsou kromě geografické polohy a přírody také lidové tradice a podobný hospodářský vývoj a demografická skladba. Příkladem mohou být:
- Orlické podhůří, od roku 1960 obec pod Orlickými horami.[8]
- Podhůří, část města Vrchlabí v podhůří Krkonoš.
- Podhůří Mařenky, mikroregion[9] geografickou polohou spojený s vrcholem Mařenka (716,1 m n. m.), nejvyšším bodem geomorfologického okrsku Zašovický hřbet.
- Podhůří Železných hor, mikroregion svazku obcí na rozhraní Chvaletické pahorkatiny a Heřmanoměstecké tabule.[10]
- Podhůří Železných hor, místní akční skupina subjektů v oblasti pahorkatin (Chotěbořská, Golčojeníkovská), sníženiny (Doubravská brázda) i v části Kameničské vrchoviny (např. obce Klokočov, Rušinov).[11]
- Železnohorské podhůří, Malá Straka, evropsky významná lokalita (lokalizace místa u publikovaného článku s přírodním tématem).[12]